# هیبریداسیون پروب تقویت کننده چند برابر
یک روش جدید مبتنی بر DNA برای تعیین قابل اعتماد تعداد کپی لوکوس در ژنوم‌های پیچیده، هیبریداسیون پروب تقویت کننده چند برابر multiplex amplification probe hybridization است. این روش به این واقعیت متکی است که پروب‌ها می‌توانند کمی باشند و پس از هیبریداسیون به الگوی DNA ژنومی باعث بهبود و تقویت بشوند.MAPH
از پروب‌هایی استفاده می‌کند که می‌توانند به‌طور خاص برای هر لوکوس، تلومر، قطعه کروموزومی یا کل کروموزوم و تمام ژنوم انسان طراحی شده‌است که با وضوح بالاو حساسیت زیاد می‌توانند از دست دادن یا افزایش ژنومی را در توالی‌های DNA به اندازه 150 bp تشخیص دهند. تکنیکی برای ارزیابی تعداد نسخه (copy number) توالی مورد نظر و ارزیابی جهش‌های حذفی است، در این روش ابتدا DNA ژنومی دناتوره شده و در معرض چندین پروب قرار می‌گیرد. پروب‌ها مکمل توالیهای هدف بوده و همگی دارای جایگاه‌های مشابه اتصال به پرایمر در انتهای ۳ و ۵ خود هستند. در مرحله بعد پروب‌ها را در شرایط هیبریدسازی DNA ژنومی قرار می‌دهند (DNA ژنوم به یک فیلتر متصل شده‌است). پروب‌های اتصال نیافته شسته می‌شوند و پروب‌های اتصال یافته بازیابی (recovered) می‌شوند (از DNA ژنومی جدا می‌شوند) و به وسیله یک جفت پرایمر مشترک برای همه پروب‌ها تکثیر می‌شوند. مقدار محصول PCR حاصل از هر نوع پروب نسبت مستقیم با تعداد پروب‌ها در مخلوط واکنش دارد که نمایانگر تعداد نسخه‌ها است. پروب‌هایی که مکمل توالی حذف شده در ژنوم هستند، احتمالاً هیچ محصولی در واکنش PCR تولید نمی‌کنند. همچنین اگر توالی هدف دچار جهشی شده باشد که مانع اتصال پروب شود، نیز هیج محصولی تولید نخواهد شد.